# Piccole apostole della carità
Le Piccole apostole della carità sono un istituto secolare femminile di diritto pontificio.

## Storia

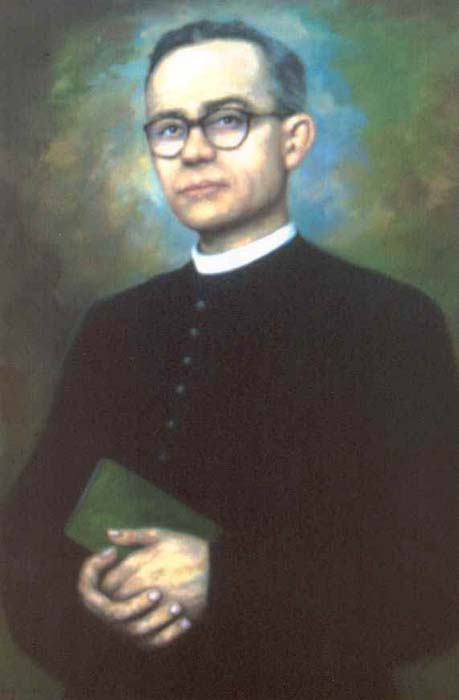
Luigi Monza, fondatore dell'istituto

L'idea di dare inizio a un nuovo istituto venne al sacerdote Luigi Monza nel 1933, mentre era coadiutore al santuario della Beata Vergine dei Miracoli di Saronno: la fondazione ebbe luogo a Vedano Olona nel 1938, quando le prime consorelle si riunirono per condurre vita comune secondo le regole stabilite dal fondatore.
Clara Cucchi collaborò con Luigi Monza nella fondazione dell'istituto e fu direttrice dell'opera fino al 1949, quando si ritirò per malattia e fu sostituita da Zaira Spreafico.
Dopo la pubblicazione, nel 1947, della costituzione apostolica Provida Mater Ecclesia, che riconosceva gli istituti secolari, le Piccole apostole trovarono la forma giuridica più adatta alla loro missione. Il cardinale Ildefonso Schuster, arcivescovo di Milano, eresse canonicamente la comunità in istituto secolare di diritto diocesano il 18 gennaio 1950; l'istituto ricevette il pontificio decreto di lode il 29 settembre 1973.
La Santa Sede approvò la prima versione delle costituzioni dell'istituto il 5 novembre 1960 e una nuova loro redazione (Codice di vita) il 22 febbraio 1978.

## Attività e diffusione
Le Piccole Apostole emettono i tre voti di povertà, obbedienza e castità e si impegnano a una vita di preghiera e sacrificio.
Durante la seconda guerra mondiale si erano dedicate all'assistenza spirituale e a opere di carità spicciola di favore di anziani sfollati e figli di detenuti politici e partigiani uccisi, ma successivamente si orientarono verso l'apostolato a favore dei bambini con disabilità psichica, fisica e sensoriale, formando nuclei di vita e lavoro e dando origine all'associazione La nostra famiglia (riconosciuta come ente giuridico nel 1958), che aprì centri di riabilitazione in Italia.
L'associazione La nostra famiglia è affiancata dagli Amici di don Luigi Monza, che sostengono la sua attività, diffondendo la spiritualità di don Monza.
La sede principale è in via Don Luigi Monza a Ponte Lambro.
Nel 1973 l'istituto contava 205 membri.